# François Louis Humbert
Pour les articles homonymes, voir Humbert.
François Louis Humbert, né le 21 octobre 1725 à Puttelange-aux-Lacs (Moselle), mort le 29 juin 1796 à Morey (Meurthe-et-Moselle), est un maréchal de camp de la Révolution française.

## États de service
Gentilhomme du roi de Pologne, colonel du régiment de Bercheny en 1771.
Il est promu maréchal de camp le 1er janvier 1784.
Il sert à l’armée de la Moselle sous Beurnonville. Il est arrêté à Thionville fin janvier 1793 sur ordre de son chef en raison de son comportement lors du combat de Merzig le 14 décembre 1792 et de son incapacité à commander. 
Remis en liberté en juillet 1793, il se retire dans ses foyers.
Il meurt le 29 juin 1796 au château de Morey en Meurthe-et-Moselle.